# Megaselia atristola
Megaselia atristola är en tvåvingeart som beskrevs av Borgmeier 1962. Megaselia atristola ingår i släktet Megaselia och familjen puckelflugor. Inga underarter finns listade i Catalogue of Life.